# 面孔知觉
面孔知觉（英語：Face perception）通常指識別一張人臉。人脸的比例和表情对于人脸识别、並理解情绪倾向、健康情况以及辨别其他信息非常重要。从出生开始，面孔在人與人的社交中就很重要。人脸识别非常复杂，因为涉及到大脑中很多不同的区域。有时，大脑受损的部位可能会導致臉盲症，患者看不清別人的臉或對別人的臉型失去辨認能力。

## 概述
关于成人面部识别过程的理论主要来源于两个方面：对正常成人面部识别的研究，以及由脑损伤或神经系统疾病导致的面部识别障碍研究。

### Bruce-Young 模型

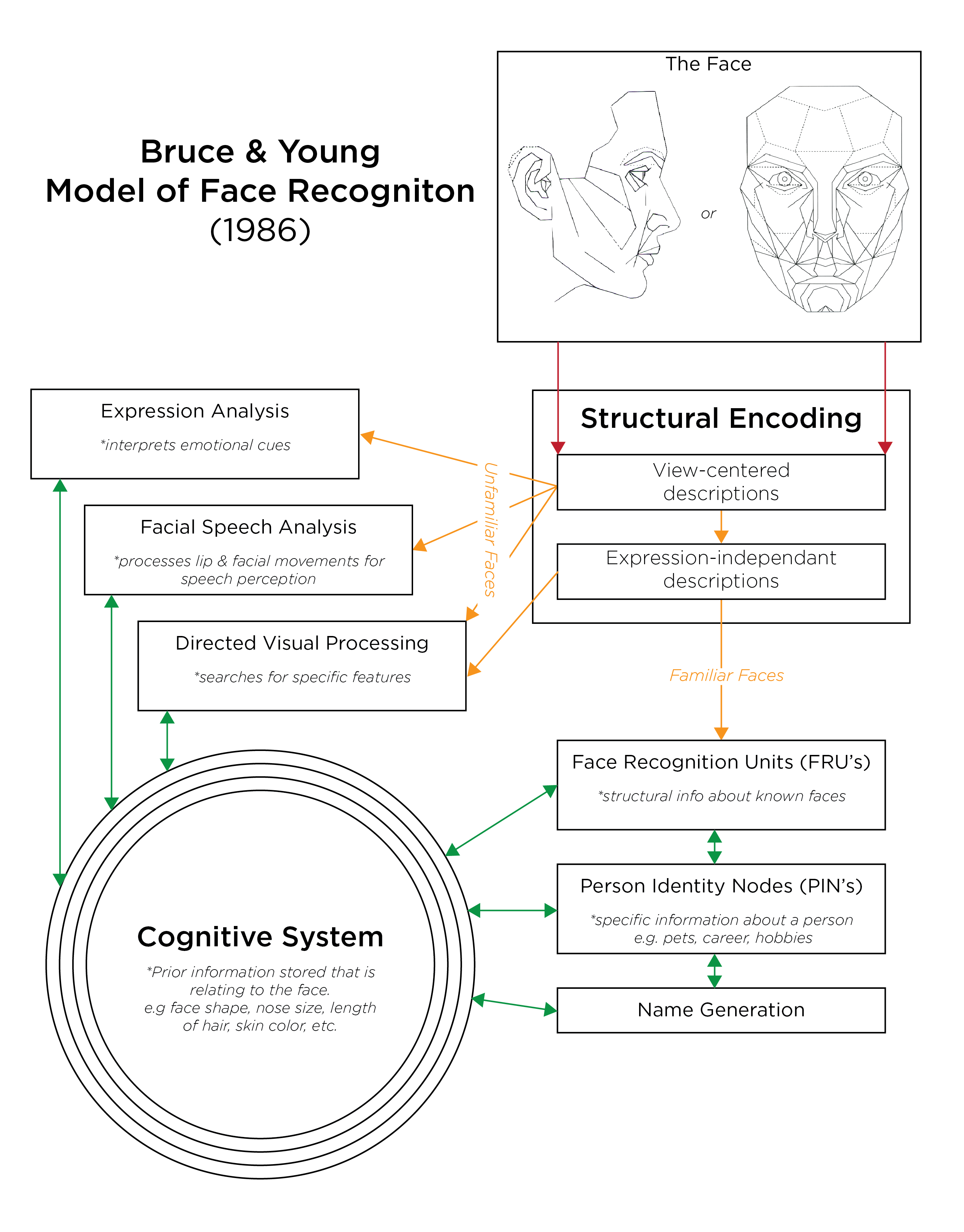
Bruce-Young的面孔识别模型，1986

面部感知最广为接受的理论之一认为，理解面孔涉及几个阶段：从对感觉信息进行基本的感知处理以获得关于该人的细节信息（如年龄、性别或吸引力），到能够回忆起有意义的细节，如他们的姓名和与该个体相关的任何过往经历。
由Vicki Bruce和Andrew Young于1986年提出的这一模型认为，面部感知涉及多个独立的子过程协同工作。
1. 从感知输入中得出"以视角为中心的描述"。面部的简单物理特征被用来判断年龄、性别或基本的面部表情。这一阶段的大部分分析都是逐个特征进行的。
2. 这些初始信息被用来创建面部的结构模型，使其能够与记忆中的其他面孔进行比较。这解释了为什么同一个人从不同角度看仍能被识别（参见撒切尔效应）。[2]
3. 结构编码的表征被传递到理论上的"面部识别单元"，这些单元与"个人身份节点"一起使用，通过来自语义记忆的信息来识别一个人。有趣的是，在看到某人面孔时说出其姓名的能力在某些脑损伤病例中表现出选择性受损，这表明从人脸回忆出人名的可能是一个独立的过程，与回忆出个人其他信息无关。

## 神經解剖學
大脑的某些部分在面部感知中起作用。Rossion，Hanseeuw和Dricot 使用BOLD fMRI映射来识别被试者同时观察汽车和面部时大脑中的活动。大多数BOLD fMRI研究使用血氧水平依赖（BOLD）比较来确定对于不同的认知功能，大脑的哪些区域会被激活。

### 人腦功能的位置
颞下回的梭形臉部區一般認為是人類識別面部的重要地方。而有心理學家Gauthier用Greeble (psychology)（一些虛構的小人像）來了解人類對面部識別的過程，受試者的梭形面部区域（FFA）對這些小人像有顯著的反應。他認為FFA不只對面部有作用，而是一個對指定物件辦識的專家部件。 

## 心理學

### 文化心理學
文化會影響人們如何留意人的樣子來判斷情緒。比起口部，眼部肌肉更難自主地受控。從研究中看到，日本人會對有對開心的眼有更高的正面評分，而美國人對有張開心的嘴有更高的正面評分。換言中，日本人比起美國人會留意更多眼，美國人則留意多些口。另外，文化也會影響我們如何參考其他人的表情。

## 人工智能
许多精力被投入到开发能识别人脸的软件当中。

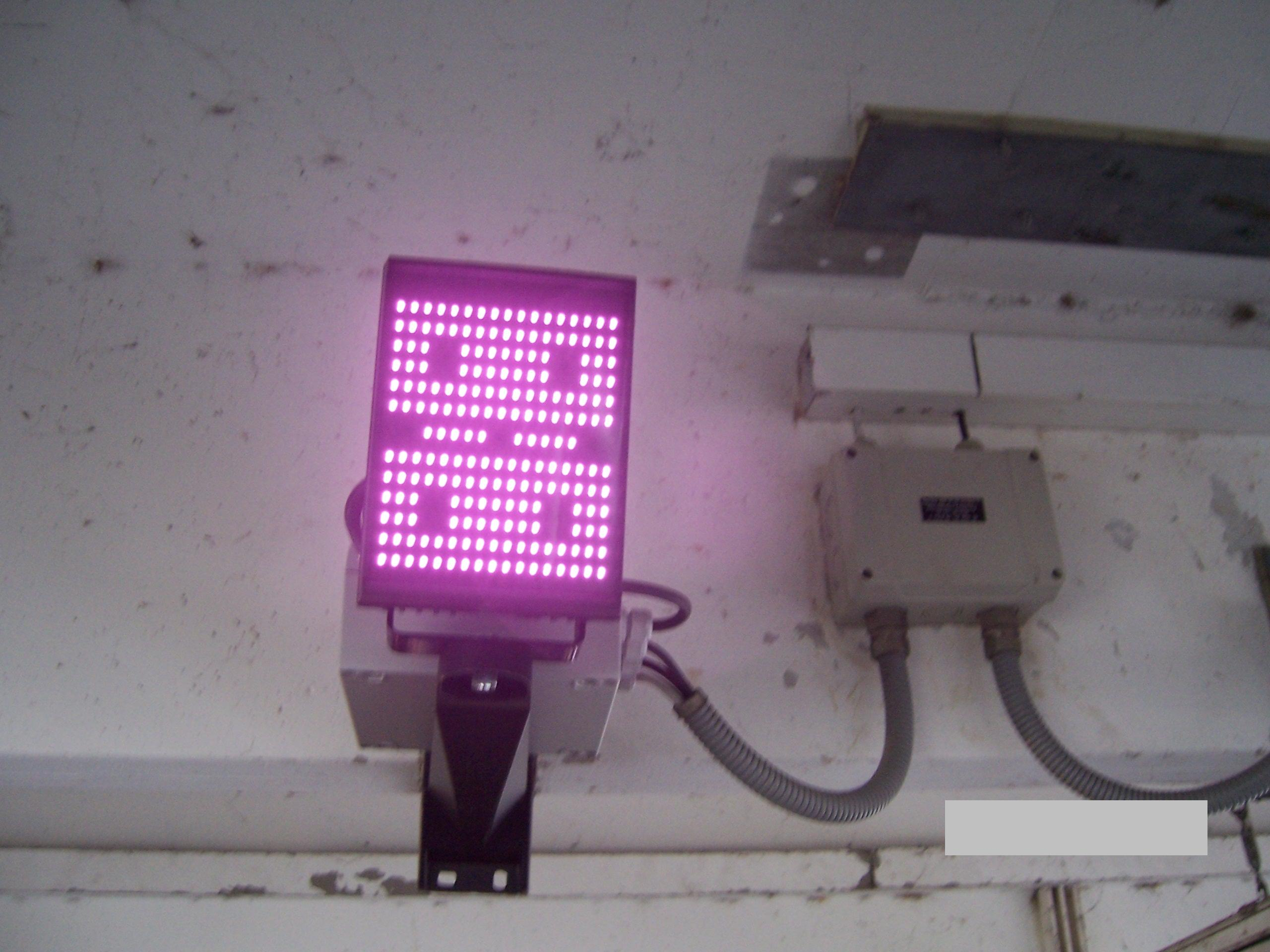
臉部辨識攝影機

广义的人脸识别实际包括构建人脸识别系统的一系列相关技术，包括人脸图像采集、人脸定位、人脸识别图像预处理、身份确认以及身份查找等；而狭义的人脸识别特指通过人脸进行身份确认或者身份查找的技术或系统。
人脸识别是一项热门的计算机技术研究领域，它属于生物特征识别技术，是对生物体（一般特指人）本身的生物特征来区分生物体个体。生物特征识别技术所研究的生物特征包括脸、指纹、手掌纹、虹膜、视网膜、声音（语音）、体形、个人习惯（例如敲击键盘的力度和频率、签字）等，相应的识别技术就有人脸识别、指纹识别、掌纹识别、虹膜识别、视网膜识别、语音识别（用语音识别可以进行身份识别，也可以进行语音内容的识别，只有前者属于生物特征识别技术）、体形识别、键盘敲击识别、签字识别等。

### 反对
基于面部识别技术目前还不能十分精确、缺乏既定道德标准、有侵入性，以及政府很容易滥用这项技术，因此，在美国已有旧金山、麻省萨默维尔、奥克兰等三个城市禁止公共场所使用面部识别。
許多研究者正在研發針對人臉識別的反制技術，譬如針對人臉識別算法的特殊化妝。